# 谷塩手
谷 塩手（たに の しおて）は、飛鳥時代の人物。姓は直。672年の壬申の乱での大友皇子（弘文天皇）側の将。

## 経歴
谷氏は倭漢氏に属する渡来系の氏族である。壬申の乱で谷氏は敵味方に分かれ、塩手は大友皇子側の将であった。7月22日に瀬田で起こった両軍最後の会戦に、塩手も参加したと思われる。大友皇子を破って粟津岡に陣を敷いた村国男依らは、翌日に粟津市で犬養五十君と塩手を斬った。同じ日に大友皇子が自殺したことで壬申の乱は終結した。